# Carl Arriens

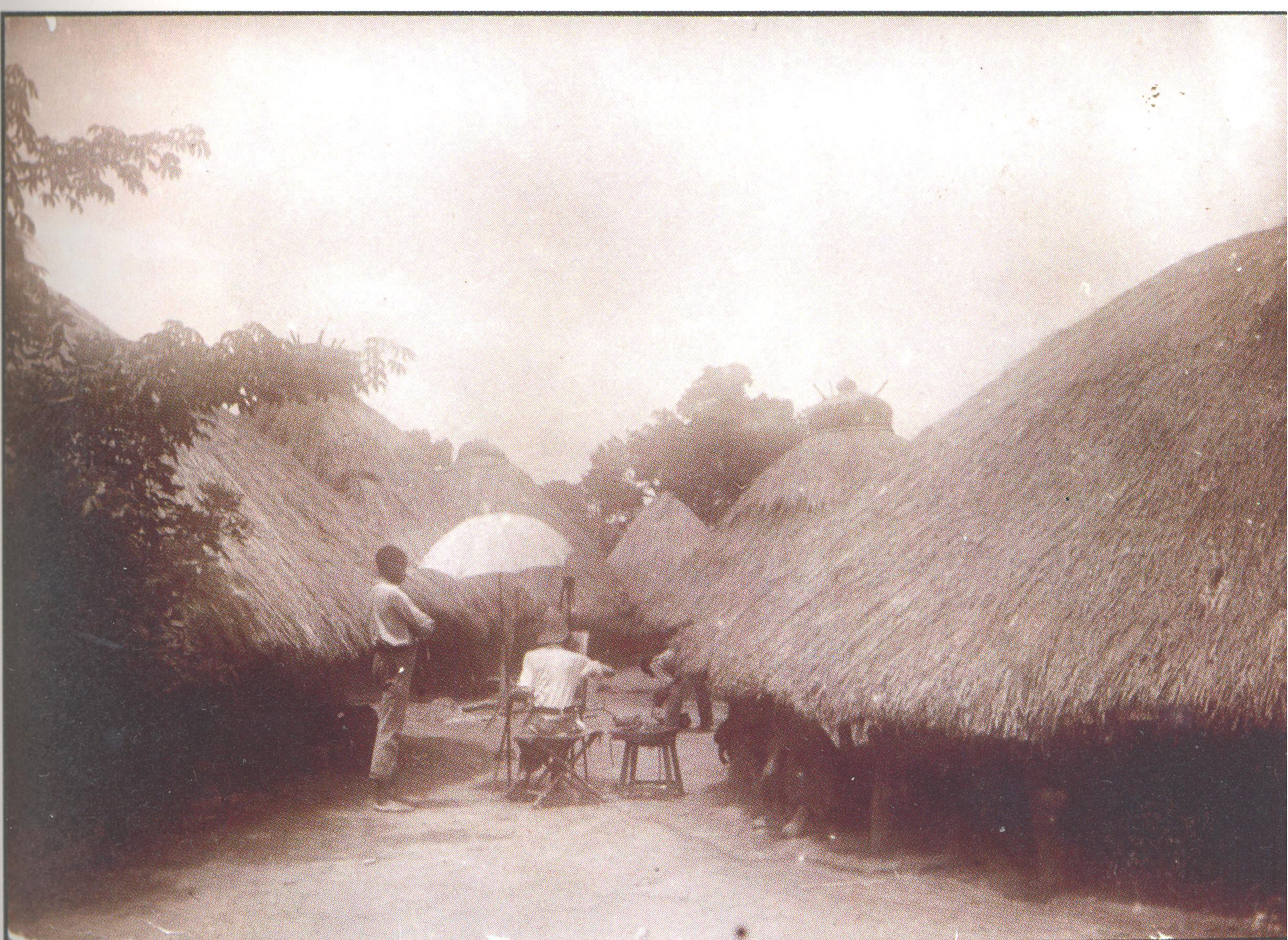
Carl Arriens in Salatu, Benue Region, Nigeria, im August 1911. Foto von Leo Frobenius. Bestand des Frobenius-Instituts, Frankfurt am Main

Carl Johann Arriens (* 12. August 1869 in Heide (Holstein); † 5. Juli 1952 in Berlin) war ein deutscher Maler und Illustrator.

## Leben
Carl Arriens war Schüler des Landschaftsmalers Friedrich Preller dem Jüngeren in Dresden. Um 1900 arbeitete er für den Sunlicht-Verlag, der damals eine Romanreihe in Jugendstil-Einbänden verlegte. 1909 lebte Arriens in Berlin. Er wurde damals als Maler und Illustrator in die Berliner Anthropologische Gesellschaft aufgenommen. Eine weitere derartige Nachricht, diesmal mit der Adressangabe Berlin-Friedenau, findet sich in der Zeitschrift für Ethnologie 47, Heft 1 von 1915.
Arriens nahm an den Deutschen Inner-Afrika-Forschungs-Expeditionen Nr. IV und VI von Leo Frobenius teil. Diese fanden von 1910 bis 1912 und von 1912 bis 1914 statt. Neben den Zeichnungen, die er auf diesen Expeditionen anfertigte, schuf er auch Illustrationen für Romane und Vorlagen für Schulwandbilder. Er signierte offenbar mit C. Arriens.
Offenbar betätigte er sich später auch als Reiseschriftsteller; 1924 etwa kam Mosaik des Völkerlebens, 1927 Unter Kabylen und Beduinen und 1928 Am Herdfeuer der Schwarzen heraus.
Bereits seit 1907 war Arriens Mitglied der Berliner Freimaurerloge Zum Pegasus.

## Illustrationen
- Kurd Schwabe, Mit Schwert und Pflug in Deutsch-Südwestafrika, Berlin 1899
- Maximilian Böttcher, Die Blankenburgs, Mannheim (Sunlicht) um 1900
- Maximilian Böttcher, Erwachende Zeit, Mannheim (Sunlicht) um 1900
- Jean Champol, Feindliche Mächte, Mannheim (Sunlicht) um 1900
- C. von Eynatten, Anikas Brautstand, Mannheim (Sunlicht) um 1900
- Paul Beneke, Ein harter deutscher Seevogel, Berlin 1902
- Rudolf Zabel, Durch die Mandschurei und Sibirien, Berlin, 2. Auflage 1903
- Otto Hauser, Urmensch und Wilder, Berlin 1921
- [NL] De mooiste sprookjes uit: Duizend en één nacht. [Bearb. von] Henriette Rappard; Ill. C. Arriens. ’s-Gravenhage, J. Philip Kruseman, [1921–22]

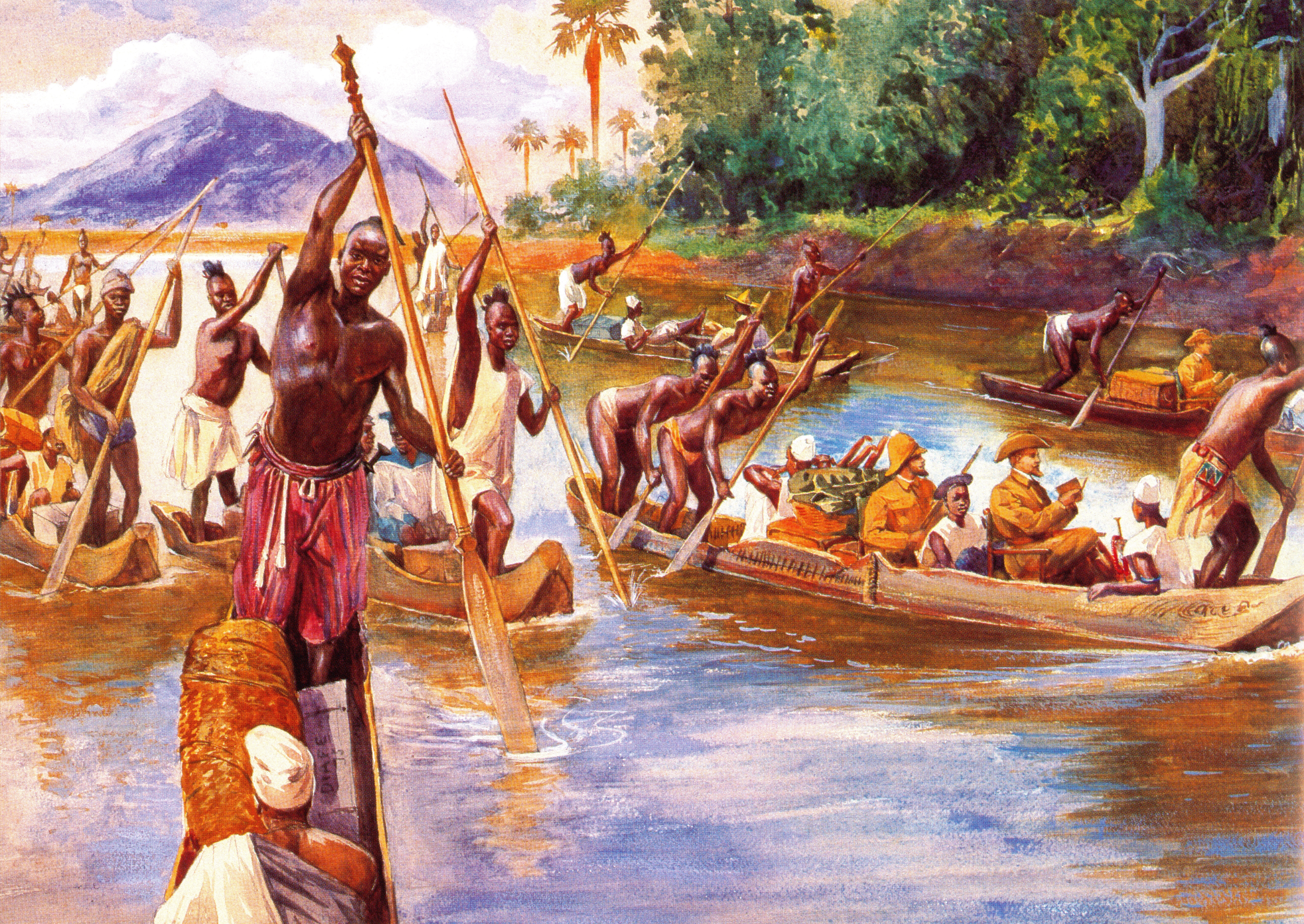
Auf dem Niger und Benue – eine afrikanische Stromfahrt, Aquarell, 1910
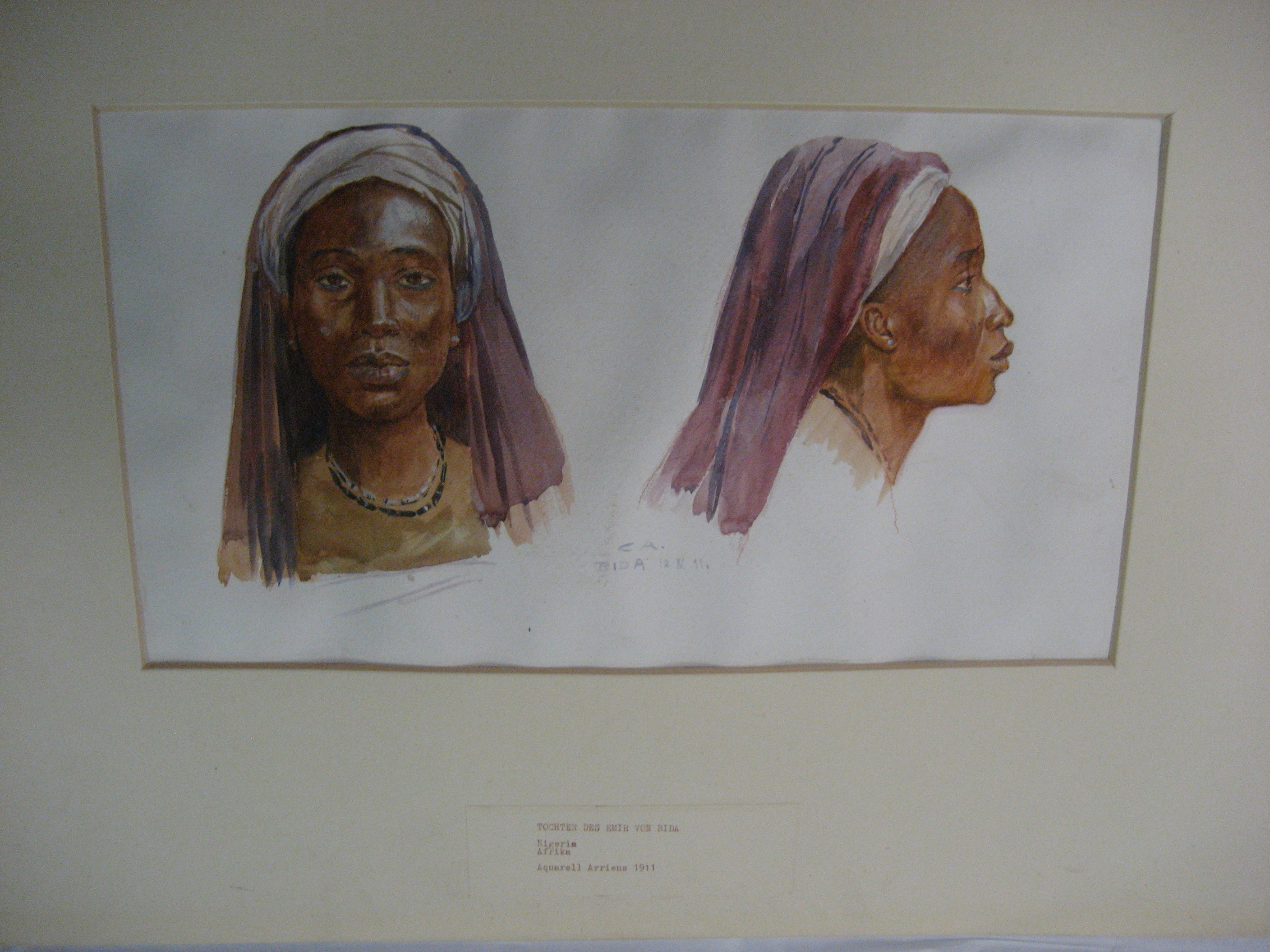
Tochter des Emir von Bida, Nigeria, Aquarell, 1911
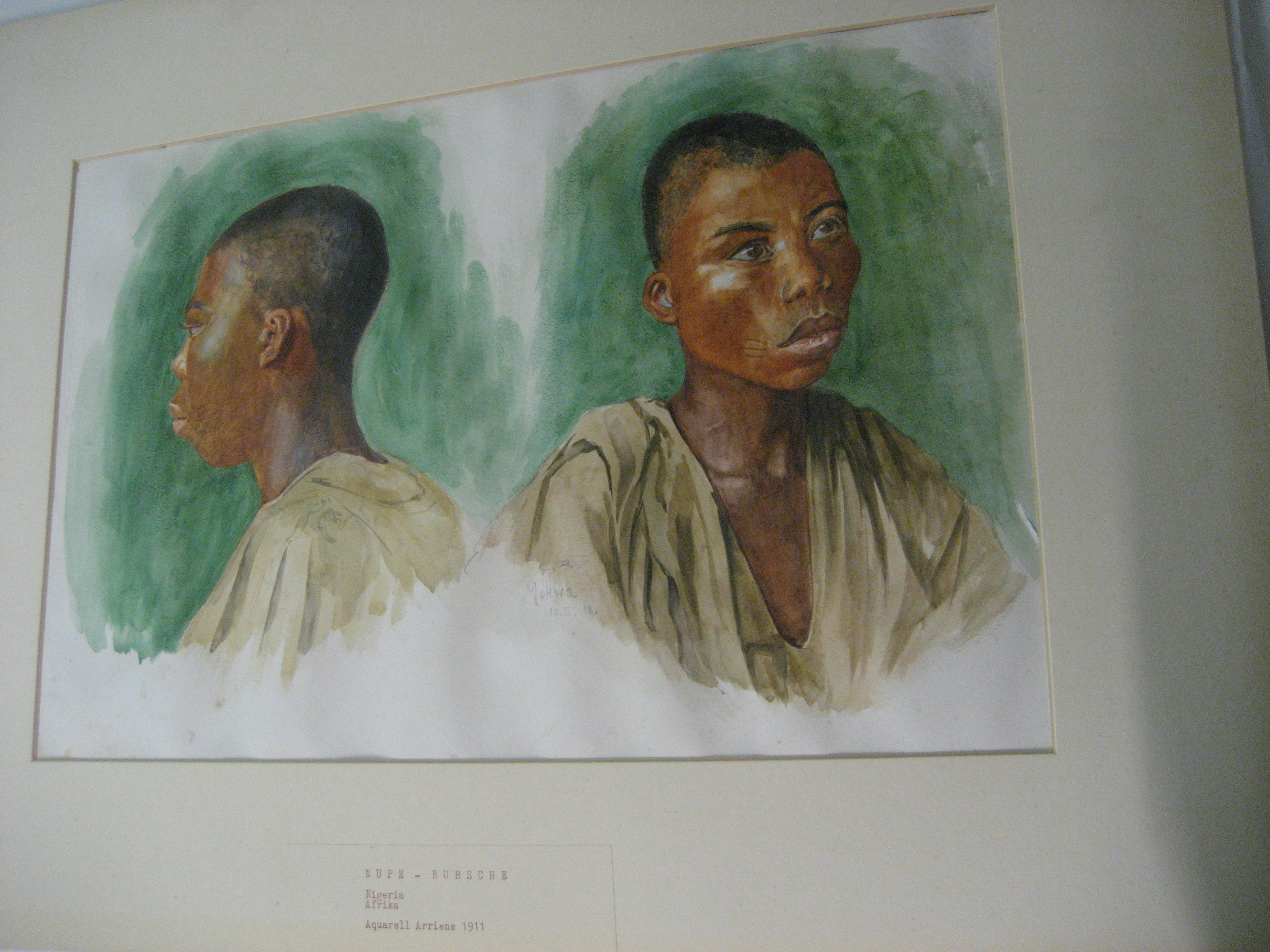
Nupe Bursche, Nigeria, Aquarell, 1911